# Дзвіниця Почаївської лаври
Дзвіниця Почаївської лаври — головна велика дзвіниця Почаївської лаври. Має висоту 65 м і є третьою за висотою дзвіницею в Україні.

## Історія
На тому місці, де є нинішня дзвіниця, до того стояла дзвіничка, побудована ще при василіянах у 1771 році. Необхідність спорудження нової дзвіниці була обумовлена тим, що спроби привести до ладу попередню стару дзвіницю шляхом заміни даху й покрівлі не дали бажаних результатів. Через організаційні та фінансові обставини знадобилося ще декілька років, перш ніж справа дійшла до початку будівництва. 25 червня 1861 року архієпископ Антоній (Павлинський) відслужив літургію в Печерній церкві, вийшов з хресним ходом на лаврський двір і після водосвяття та інших молитов поклав перший камінь в основу нової лаврської дзвіниці. 1862 року було споруджено фундаменти та зміцнення їх контрфорсами; 1863 — зведення цокольної частини; 1864 — улаштування баз колон та пілястр; 1865 — будівництво першого двоповерхового ярусу; 1866-1868 — спорудження другого, третього та четвертого ярусів; 1869 — улаштування даху й покрівлі; 1871 — повне завершення будівництва. Загалом будівництво дзвіниці тривало 10 років і було завершене при архієпископі Агафангелі (Соловйові). Дзвіниця була побудована під наглядом і керівництвом Волинського єпархіального архітектора Раструханова. Архітектор спроектував її так, щоб вона гармонізувала з головним Успенським собором.
Під час Першої світової війни) дзвони кілька разів вручну піднімали і опускали з дзвіниці. У 1915 році, при відступі російських військ з Почаєва, як згадує архієпископ Євлогій (Георгієвський): «Скоро прийшло циркулярне розпорядження від військового керівництва спішно зібрати в прикордонних областях цінне церковне начиння і все церковне майно з металу і направити його всередину Росії. Постало питання: як бути з почаївськими дзвонами? Головний дзвін з пристосуваннями важив близько 900 пудів. Спустити його здавалося нездоланною трудністю. Прибули з штабу воєнні техніки, оглянули дзвони, і вирішили розрізати їх на куски за допомогою електричних приладів. Монахи повстали: „не дамо! Не дамо! Самі впораємося!“ І дійсно, — впоралися.». Його поступово опускали на канатах з дзвіниці, розбираючи східці та підлогу. Але, від великої ваги загорівся один канат і через це дзвін з висоти 10 м зірвався і впав. Проте, монахи це передбачили і внизу настелили багато хмизу, тому завдяки цьому він не розбився. З тим, дзвін став овальнішої форми і тому зменшився тон його звучання. За гарної погоди раніше його було чути у Кременці, а в наш час лише у селі за 10 кілометрів від Почаєва. Під час війни дзвін переховували в одному з вагонів у Житомирі. Монахи так хотіли врятувати дзвін від переплавки на зброю.

## Архітектура. Інтер'єр

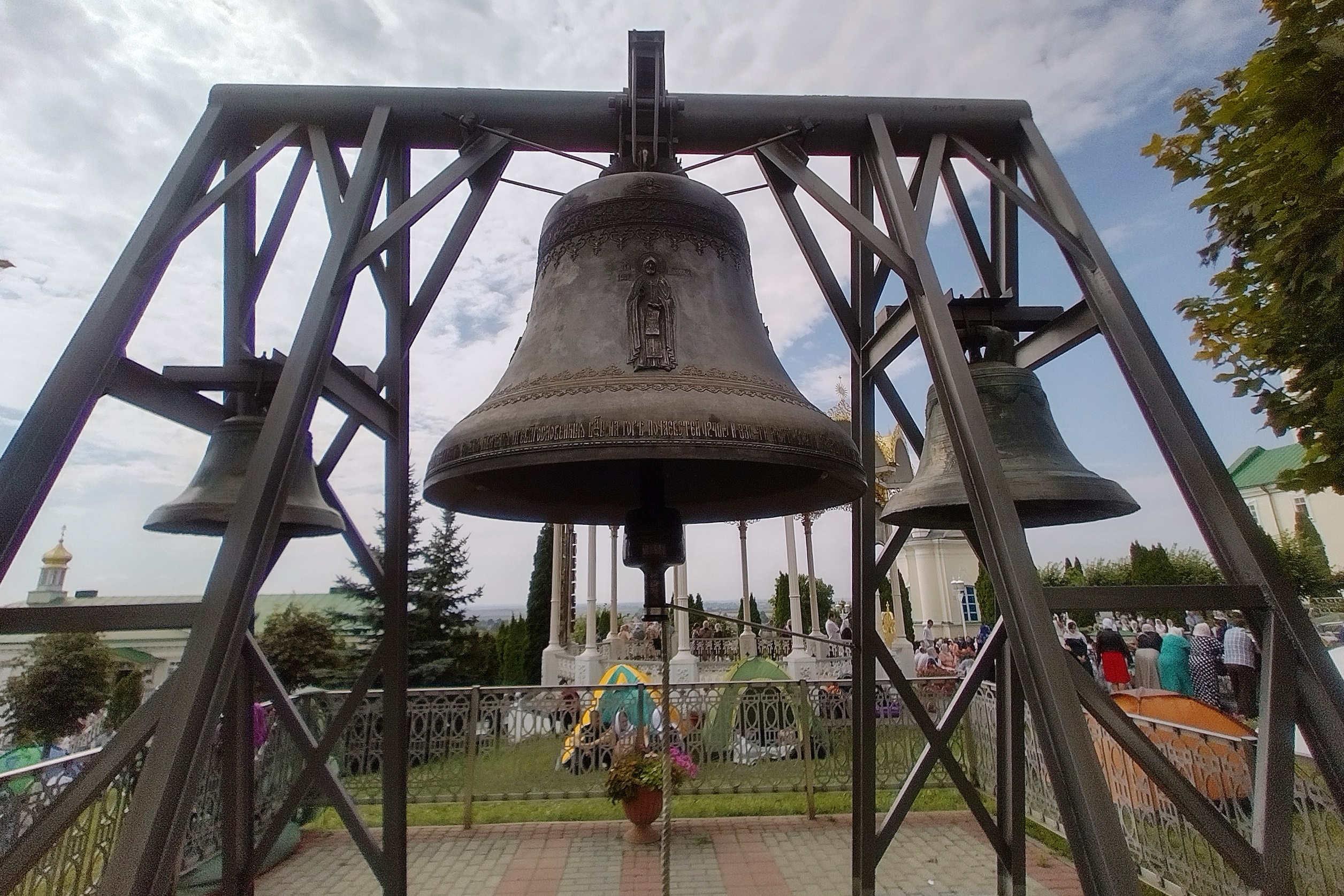
Дзвони

Місце спорудження нової дзвіниці співпало з колишнім розташуванням старої. Тому, збереглося вдале архітектурно-просторове співвідношення з основними лаврськими будівлями, за якого дзвіниця (новоутворений найвищий елемент архітектурного ансамблю) не тяжіла над Успенським собором високою масою. Також важливо, що вільним залишався простір між головною лаврською брамою та головним входом до Успенського собору. Помітним є наполегливе прагнення архітектора стилістично наблизити архітектурні форми дзвіниці до форм Успенського собору. Тож фасадна композиція дзвіниці розчленована по вертикалі на чотири яруси, кожен із яких оформлено композитним ордером. Пластика ордера трансформується в міру висотного розкриття: від пілястрового типу (перший та другий яруси) через тричетвертні пристінні колони (третій ярус) до повних об'ємних колон у найвищому підбаневому рівні. Лаврська дзвіниця своєю витонченістю доповнила архітектурний ансамбль Почаївської лаври. Дзвіниця є чотириповерховою спорудою, перший поверх якої має форму хреста, а інші чотирикутні.
Нижній ярус — тридільний, верхні — четверики, наріжні частини яких акцентовано пучками півколон, а грані прорізано арковими отворами дзвонів. Північний та південний фронтони прикрашені масивними колонами, над вхідними дверима — напівкруглий вирізьблений карниз, над яким знаходиться копія Почаївської ікони Божої Матері, яка неначе осяює увесь лаврський двір. Північний бік прикрашено іконою преподобного Іова Почаївського — стража святої обителі. Дзвіницю увінчує позолочена баня.
На третьому поверсі розміщено 25 дзвонів. Найбільший дзвін важить 11 тонн 504 кг. Його відлив у 1886 році в Москві майстер Аким Воробйов. На ньому зображено чотирьох євангелістів і поясок з надписом: «Благовестите день от дне спасения Бога нашего», а також трьох Почаївських святинь: Явління Божої Матері, Чудотворної Почаївської ікони та преподобного Іова. Також, на дзвіниці розміщується 5 середніх дзвонів вагою від 2 до 3,5 тонн. Два з них мають назви Троїцький і Похвальний в честь храмів, на бік яких вони виходять. Маленьких дзвонів є 18 (вага від кількох кілограмів до півтонни). Окрім цього, є задзвоння — маленькі дзвіночки діаметром до 15 см. Вони додають церковному передзвону особливого тону звучання. Здебільшого у них дзвонять на святкові літургії. У неділю та великі свята монахи відбивають у дзвони святкову мелодію, а у піст вона більш стримана і, навіть, трохи сумна. Через це задіюють не всі дзвони. Виняток роблять лише у неділю, яку вважають маленьким Великоднем.

## Цікаві факти
За словами старшого дзвонаря Почаївської лаври, монаха Іринарха, церковний дзвін монастирської дзвіниці зцілює та зберігає від хвороб (навіть, тяжко хворих). Для цього віряни, навіть, збираються під дзвіницею, коли в неї дзвонять. Також, монах зазначив і про зцілення передзвоном біснуватих. З благословіння намісника митрополита Володимира таким людям дозволяють піднятися на дзвіницю для зцілення, хоча там перебувати стороннім заборонено. Доступ до дзвіниці дозволяють усім бажаючим лише на Пасху і впродовж тижня до Проводів.